# Triphora fuscomaculata
Triphora fuscomaculata is een slakkensoort uit de familie van de Triphoridae. De wetenschappelijke naam van de soort is voor het eerst geldig gepubliceerd in 1904 door Sowerby III.